# 亞洲優先
亞洲優先（英语：Asia first）是指第二次世界大戰時，美国将领麥克阿瑟主張的大戰略，內容為先集中盟軍資源對付太平洋的日本帝國，並以較少的資源來對付歐洲的納粹德國，在擊敗中國最大的威脅—日本後，英美兩國再集中所有盟軍資源去擊敗德國。當時的意大利國王維托里奧·埃馬努埃萊三世以為美國會採用此戰略對付日本並給予歐洲的軸心國更多時間，因此同意意大利對美國的宣戰。雖然二戰最終採用歐洲優先的戰略，但韓戰爆發後，亞洲優先的戰略最終被採用在冷戰上。